# Wang Chunli
Pour les articles homonymes, voir Wang (patronyme).
Dans ce nom chinois, le nom de famille, Wang, précède le nom personnel.
Wang Chunli (chinois simplifié : 王春丽 pinyin : Wáng Chūnlì), née le 10 août 1983 à Jilin, est une biathlète et fondeuse chinoise. Elle a gagné une course en Coupe du monde.

## Carrière
Elle commence sa carrière dans des compétitions internationales en 2003, puis des courses FIS en 2005. En 2005, la Chinoise prend part aux Championnats du monde, se classant notamment 26e de la poursuite.
Wang connaît sa première sélection en Coupe du monde de ski de fond en décembre 2005 à Beitostølen, où elle est 28e du dix kilomètres classique.
En 2006, elle participe aux Jeux olympiques de Turin en ski de fond.
Wang Chunli se tourne vers le biathlon à partir de 2006, prenant son premier départ en Coupe du monde à Östersund, où avec une 18e place sur l'individuel, elle marque ses premiers points. Aux Championnats du monde 2017, elle signe une treizième place sur la mass start, son meilleur résultat en compétition majeure.
Elle connait son seul succès durant sa carrière de biathlète lors du sprint d'Östersund en 2008 où elle devance Tora Berger et Magdalena Neuner. 
Elle prend part aux Jeux olympiques d'hiver de 2010, en biathlon cette fois, arrivant 50e du sprint, 35e de la poursuite, 33e de l'individuel et 9e du relais.
En 2011, elle remporte sa dernière victoire internationale sur le sprint des Jeux asiatiques.
Les Championnats du monde 2012, voit Wang Chunli prendre part à sa dernière compétition internationale.

## Palmarès en biathlon

### Jeux olympiques
| Épreuve / Édition | Vancouver 2010 |
| Sprint            | 50e            |
| Poursuite         | 35e            |
| Individuel        | 33e            |
| Départ en masse   |                |
| Relais            | 9e             |

### Championnats du monde
| Épreuve / Édition             | Individuel | Sprint | Poursuite | Départ en masse | Relais | Relais mixte |
| Mondiaux 2008 Östersund       | 64e        | 19e    | 14e       | 13e             | 14e    | -            |
| Mondiaux 2009 Pyeongchang     | 49e        | 31e    | 41e       | -               | 7e     | 14e          |
| Mondiaux 2011 Khanty-Mansiïsk | 80e        | 37e    | 39e       | -               | 16e    | -            |
| Mondiaux 2012 Ruhpolding      | -          | 76e    | -         | -               | 25e    | -            |

Légende :

- : n'a pas participé à l'épreuve

### Coupe du monde
- Meilleur classement général : 21e en 2009.
- 1 podium individuel : 1 victoire.
- 2 podiums en relais : 1 deuxième place et 1 troisième place.

#### Détail des victoires
| Édition / Épreuve | Sprint    | Poursuite | Individuel | Mass start | Total |
| 2008-2009         | Östersund |           |            |            | 1     |
| Total             | 1         | 0         | 0          | 0          | 1     |

#### Différents classements en Coupe du monde
| Année     | Classement général final | Sprint | Poursuite | Individuel | Mass start |
| 2006-2007 | 42e                      | 34e    | 52e       | 40e        | -          |
| 2007-2008 | 37e                      | 41e    | 31e       | 44e        | 26e        |
| 2008-2009 | 21e                      | 13e    | 25e       | 39e        | 35e        |
| 2009-2010 | 38e                      | 35e    | 42e       | 39e        | 32e        |
| 2010-2011 | 75e                      | 65e    | 69e       | -          | -          |

### Jeux asiatiques
- Médaille d'or du sprint en 2011.
- Médaille d'argent du relais en 2011.

## Palmarès en ski de fond

### Jeux olympiques
| Épreuve / Édition    | Turin 2006 |
| 10 km classique      | 18e        |
| 2 x 7,5 km poursuite | 21e        |
| sprint par équipes   | 13e        |
| Relais 4 x 5 km      | 16e        |

### Championnats du monde
| Épreuve / Édition        | Sprint                           | Sprint    | 10 km | 10 km                            | Poursuite 2 × 7.5 km | 30 km | Relais | Relais   |
| Épreuve / Édition        | libre                            | classique | libre | classique                        | Poursuite 2 × 7.5 km | 30 km | Sprint | 4 × 5 km |
| Mondiaux 2005 Oberstdorf | Épreuve inexistante à cette date | 55e       | 32e   | Épreuve inexistante à cette date | 26e                  | DNS   | 14e    | —        |

Légende :
- DNS : n'a pas pris le départ
- : pas d'épreuve
- — : n'a pas participé à l'épreuve

### Coupe du monde
- Meilleur classement général : 69e en 2006.
- Meilleur résultat individuel : 21e.

#### Différents classements en Coupe du monde
| Saison / Épreuve | Saison / Épreuve | Général | Général | Distance | Distance | Sprint | Sprint |
| ---------------- | ---------------- | ------- | ------- | -------- | -------- | ------ | ------ |
| Saison / Épreuve | Saison / Épreuve | Class.  | Points  | Class.   | Points   | Class. | Points |
| 2006             | 2006             | 69e     | 30      | 67e      | 13       | 50e    | 17     |